# Team 10

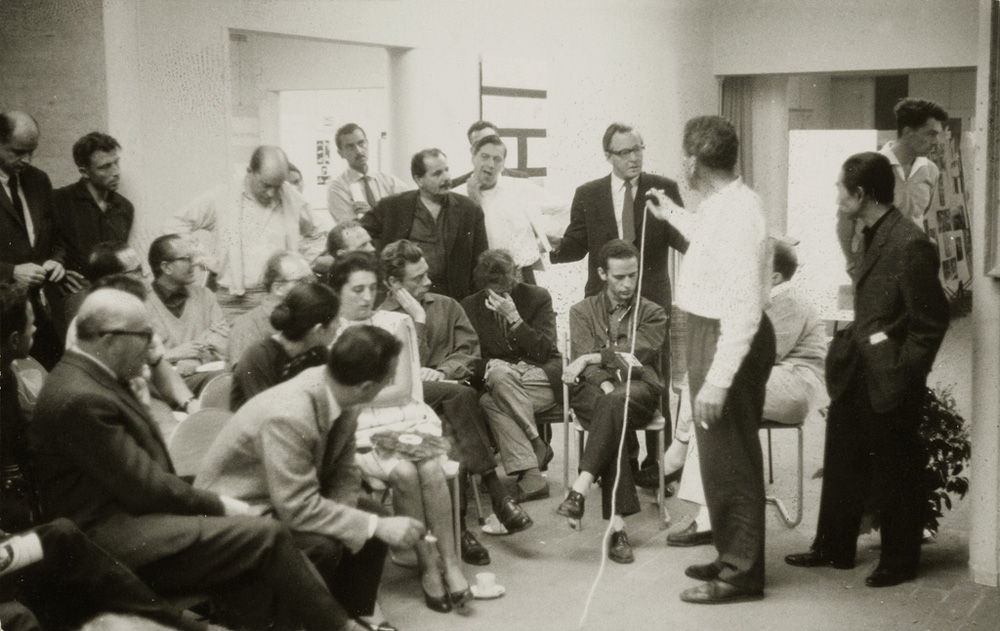
Miembros del Team X reunidos en Otterlo, Países Bajos, en 1959.

El Team 10 o Team X (team ten), fue un grupo de arquitectos y otros participantes invitados a una serie de reuniones que se iniciaron en julio de 1953 en el congreso C.I.A.M. IX, desde donde introdujeron sus doctrinas al urbanismo. Se dieron a conocer con el Manifiesto de Doorn, en el que reflejaban sus ideas de arquitectura y urbanismo. Los integrantes del Team X exponían, discutían -a veces efusivamente, llegando a la afrenta- y analizaban problemas arquitectónicos, de manera que sus escritos no constituían dogmas, sino ideas y opiniones.

## Formación
El grupo se reunió formalmente con el nombre de Team 10, en Bagnols-sur-Cèze en 1960. En la última reunión, el año 1981 en Lisboa, sólo hubo cuatro miembros presentes. El núcleo del grupo consistía principalmente de los siete miembros más activos y con mayor responsabilidad en el discurso del mismo: Jaap Bakema, Georges Candilis, Giancarlo de Carlo, Aldo Van Eyck, Alison y Peter Smithson y Shadrac Woods.
Hubo otros participantes de gran importancia en sus discursos, en particular José Antonio Coderch, Ralph Erskine, Amancio Guedes, Rolf Gutmann, Geir Grung, Oskar Hansen, Charles Polonyi, Brian Richards, Jerzy Soltan, Oswald Mathias Ungers, John Voelcker, Sam Turner y Stefan Wewerka. Se describían a sí mismos como “una pequeña familia de arquitectos quienes se veían unos a otros debido a que la ayuda de los demás era necesaria para el desarrollo y entendimiento de su trabajo individual”.
El marco teórico del grupo, diseminado principalmente a través de sus enseñanzas y publicaciones, tuvo una profunda influencia en el desarrollo de los pensamientos arquitectónicos en la segunda mitad del siglo XX, especialmente en Europa.